# Ковале-Олецькі
Ковале-Олецькі (пол. Kowale Oleckie, нім. Kowahlen) — село в Польщі, у гміні Ковале-Олецьке Олецького повіту Вармінсько-Мазурського воєводства.
Населення — 2068 осіб (2011).
У 1975-1998 роках село належало до Сувальського воєводства.

## Демографія
Демографічна структура станом на 31 березня 2011 року:
|          | Загалом | Допрацездатний вік | Працездатний вік | Постпрацездатний вік |
| -------- | ------- | ------------------ | ---------------- | -------------------- |
| Чоловіки | 1022    | 213                | 700              | 109                  |
| Жінки    | 1046    | 200                | 595              | 251                  |
| Разом    | 2068    | 413                | 1295             | 360                  |